# Sigray család

A Sigray család grófi címere

Az alsó- és felsősurányi báró és gróf Sigray család egy magyar főnemesi család, amely férfiágon 1947-ben kihalt.

## Története
Első ősüknek egy János nevű comest tartanak, akit 1274-ben Zsigra helységben említenek. Genealógiailag Sigray Jánostól, Stomfa várának kapitányától mutatható ki a leszármazás. Ez a János 1647-ben kapott királyi adománylevelet Felsősurány birtokára. A családból 1724-ben József, Somogy vármegye főispánja és unokaöccse, majd 1728-ban János és unokaöccse kaptak bárói címet. A grófi rangot Károly 1780-ban szerezte. A család egyik nőtagja, Anna nem kisebb személy, mint Guillaume de Montbel gróf (1787–1861) francia miniszterelnök neje lett. A Sigray család férfiágon 1947-ben Antallal kihalt, egyetlen leánya maradt. Leszármazottai a gróf hagyatékát 2023-ban Ivánc községnek adományozták.

## Jelentősebb családtagok
- Sigray Antal (1879–1947), royalista államférfi, kormánybiztos
- Sigray Fülöp (1823–1883), császári és királyi kamarás, országgyűlési képviselő és a Kisfaludy-Társaság alapítója.
- Sigray Jakab (1764–1795), kerületi táblai titkár, majd ülnök, jogász, a magyar jakobinus mozgalom egyik vezetője
- Sigray József (1678–1740), a család bárói címének szerzője, Somogy vármegye főispánja
- Sigray József (1768–1830) földbirtokos, Somogy vármegye főispánja
- Sigray Károly (1716–1800), Somogy vármegye főispánja, hétszemélynök, a Dunántúli Kerületi Tábla elnöke

## Kastély
A családnak Iváncon, Vas megyében ma is áll kastélya.